# Marjorie
‘Marjorie’(모두 소문자로 표기함)는 미국의 싱어송라이터 테일러 스위프트의 노래로, 2020년 12월 11일 리퍼블릭 레코드를 통해 발매한 아홉번째 정규 음반 《Evermore》에 수록되어 있다. 백 보컬은 테일러의 외할머니인 마조리 핀레이의 목소리가 들어가 있으며, 노래 또한 핀레이에게 헌정하는 곡이다.

## 배경과 구성

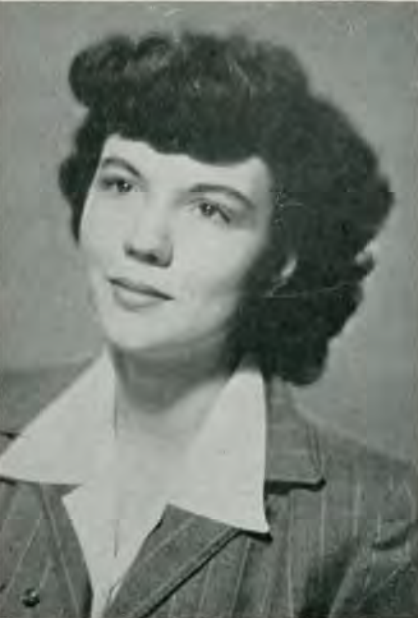
테일러 스위프트의 외할머니 마조리 핀레이

음반을 발매하기 이전에 테일러 스위프트는 자신의 할머니가 등장하는 노래가 있을 것이라고 언급하였다. 2020년 12월 11일에 나온 아홉번째 음반 "Evermore"에 노래와 가사 비디오가 모두 수록되었다. 이 노래는 테일러의 외할머니이자 음악 경력을 쌓는데 도움을 준 마조리 핀레이(1928년 10월 5일 테네시 멤피스 ~ 2003년 6월 1일 펜실베이니아 레딩)에게 헌정하는 곡이다. 핀레이의 목소리가 백 보컬로 들어가 있다. 가사는 죽음과 그에 따르는 슬픔을 주제로 하고 있다. ‘Marjorie’는 테일러가 2020년에 발매한 여덟번째 정규 음반 "Folklore"의 수록곡 중 친할아버지를 노래한 'Epiphany'의 자매곡이다.

## 가사 비디오
가사 비디오는 2020년 12월 11일 노래와 동시에 공개되었다. 비디오에는 핀레이가 있는 사진과 비디오 클립이 들어가 있다. 한 씬에서는 재키 케네디 스타일로 입은 옷을 입은 채 비행기를 탄 장면이 나온다. 또한 테일러와 피아노를 치거나 유적지를 구경하는 모습도 찍혀 있다.

## 크레딧
크레딧은 피치포크에서 발췌하였다.
- 테일러 스위프트 - 리드 보컬, 작사 및 작곡
- 아론 데스너 - 프로듀서, 작사 및 작곡, 레코더, 드럼 머신 프로그래밍, 드론, 신스 베이스, 피아노, 어쿠스틱 기타
- 저스틴 버논 - 백 보컬, 프로펫-5
- 마조리 핀레이 - 백 보컬
- 조너선 로 - 보컬 레코더, 믹서
- 브라이스 테스너 - 오케스트레이터
- 그렉 칼비 - 마스터링
- 스티브 팔론 - 마스터링
- 브라이언 데벤도프 - 퍼커션, 드럼 머신 프로그래머
- 라이언 올슨 - 하이헷 제너레이터, 레코더
- 제이슨 트루팅 - 코드 스틱, 퍼커션
- 저스틴 맥알리스터 - 버모나 펄스
- 유키 누마타 레스닉 - 바이올린
- 클라리스 젠슨 - 첼로